# NGC 3250A
NGC 3250A (другие обозначения — ESO 317-30, IRAS10257-3949, PGC 30790) — спиральная галактика (Sb) в созвездии Насос.
Этот объект не входит в число перечисленных в оригинальной редакции «Нового общего каталога» и был добавлен позднее.